# Lijst van Eerste Kamerleden 1865-1868
Lijst van Eerste Kamerleden 1865-1868 geeft een overzicht van de leden van de Nederlandse Eerste Kamer in de periode tussen de verkiezingen van 1865 en de verkiezingen van 1868. De zittingsperiode van de Eerste Kamer ging in op 19 september 1865 en eindigde op 20 september 1868.
De Eerste Kamer telde 39 leden, gekozen door de leden van Provinciale Staten in de elf provincies. Eerste Kamerleden werden gekozen voor een termijn van negen jaar; om de drie jaar werd een derde deel van de Eerste Kamer vernieuwd.
| Naam                                    | groepering          | provincie     | begindatum        | einddatum         | refs   |
| --------------------------------------- | ------------------- | ------------- | ----------------- | ----------------- | ------ |
| Hans van Aylva van Pallandt             | conservatieven      | Gelderland    | 16-09-1862 [ d ]  | 17-09-1871 [ e ]  | [ 1 ]  |
| Hendrik van Beeck Vollenhoven           | gematigde liberalen | Noord-Holland | 19 september 1865 | 20-09-1874 [ f ]  | [ 2 ]  |
| Louis Beerenbroek                       | gematigde liberalen | Limburg       | 19 september 1865 | 20-09-1874 [ f ]  | [ 3 ]  |
| Dominicus Blankenheym                   | liberalen           | Zuid-Holland  | 19 september 1865 | 20-09-1874 [ f ]  | [ 4 ]  |
| Willem Boreel van Hogelanden            | gematigde liberalen | Noord-Holland | 16-09-1862 [ d ]  | 1 november 1866   | [ 5 ]  |
| Frederik Bosch van Drakestein           | conservatieven      | Noord-Holland | 16-09-1862 [ d ]  | 8 juli 1866       | [ 6 ]  |
| Willem Cost Jordens                     | liberalen           | Overijssel    | 16-09-1862 [ d ]  | 17-09-1871 [ e ]  | [ 7 ]  |
| Coos Cremers                            | liberalen           | Groningen     | 20-09-1859 [ h ]  | 20 september 1868 | [ 8 ]  |
| Daniël de Dieu Fontein Verschuir        | liberalen           | Noord-Holland | 19 november 1866  | 17-09-1871 [ e ]  | [ 9 ]  |
| Albertus Duymaer van Twist              | gematigde liberalen | Zuid-Holland  | 19 september 1865 | 20-09-1874 [ f ]  | [ 10 ] |
| Frans van Eysinga                       | liberalen           | Friesland     | 20-09-1859 [ h ]  | 20 september 1868 | [ 11 ] |
| Jan Fransen van de Putte                | gematigde liberalen | Zeeland       | 20-09-1859 [ h ]  | 20 september 1868 | [ 12 ] |
| Cornelis Geertsema                      | liberalen           | Groningen     | 16-09-1862 [ d ]  | 17-09-1871 [ e ]  | [ 13 ] |
| Cornelis Hartsen                        | conservatieven      | Noord-Holland | 20-09-1859 [ h ]  | 20 september 1868 | [ 14 ] |
| Jacob van Heeckeren van Wassenaer       | conservatieven      | Overijssel    | 20-09-1859 [ h ]  | 15 augustus 1867  | [ 15 ] |
| Johan Hein                              | liberalen           | Zuid-Holland  | 16-09-1862 [ d ]  | 17-09-1871 [ e ]  | [ 16 ] |
| Johannes Hengst                         | gematigde liberalen | Noord-Brabant | 19 september 1865 | 20-09-1874 [ f ]  | [ 17 ] |
| Joan Huydecoper van Maarsseveen         | conservatieven      | Utrecht       | 20-09-1859 [ h ]  | 20 september 1868 | [ 18 ] |
| Cornelis van der Lek de Clercq          | conservatieven      | Zeeland       | 16-09-1862 [ d ]  | 17-09-1871 [ e ]  | [ 19 ] |
| Eduardus van Meeuwen                    | gematigde liberalen | Noord-Brabant | 16-09-1862 [ d ]  | 17-09-1871 [ e ]  | [ 20 ] |
| Jan Messchert van Vollenhoven           | conservatieven      | Noord-Holland | 20-09-1859 [ h ]  | 20 september 1868 | [ 21 ] |
| Franciscus Michiels van Kessenich       | gematigde liberalen | Limburg       | 20-09-1859 [ h ]  | 20 september 1868 | [ 22 ] |
| Carolus van Nispen van Pannerden        | conservatieven      | Gelderland    | 20-09-1859 [ h ]  | 20 september 1868 | [ 23 ] |
| Carel Nobel                             | liberalen           | Gelderland    | 16-09-1862 [ d ]  | 17-09-1871 [ e ]  | [ 24 ] |
| Johan Philipse                          | conservatieven      | Zuid-Holland  | 16-09-1862 [ d ]  | 17-09-1871 [ e ]  | [ 25 ] |
| Herman Rahusen                          | gematigde liberalen | Noord-Holland | 18 september 1866 | 17-09-1871 [ e ]  | [ 26 ] |
| Cornelis van Rhemen van Rhemershuizen   | gematigde liberalen | Gelderland    | 20-09-1859 [ h ]  | 20 september 1868 | [ 27 ] |
| Louis van Sasse van Ysselt              | liberalen           | Noord-Brabant | 19 september 1865 | 20-09-1874 [ f ]  | [ 28 ] |
| Napoleon Sassen                         | liberalen           | Noord-Brabant | 16-09-1862 [ d ]  | 17-09-1871 [ e ]  | [ 29 ] |
| Willem Schimmelpenninck van der Oye     | conservatieven      | Gelderland    | 19 september 1865 | 20-09-1874 [ f ]  | [ 30 ] |
| Gijsbertus Schot                        | liberalen           | Friesland     | 19 september 1865 | 20-09-1874 [ f ]  | [ 31 ] |
| Hendrik Smit                            | gematigde liberalen | Noord-Holland | 19 september 1865 | 20-09-1874 [ f ]  | [ 32 ] |
| Charles Stork                           | liberalen           | Overijssel    | 18 september 1867 | 20 september 1868 | [ 33 ] |
| Gerard van Swinderen                    | liberalen           | Friesland     | 16-09-1862 [ d ]  | 17-09-1871 [ e ]  | [ 34 ] |
| Joost Taets van Amerongen tot Natewisch | conservatieven      | Utrecht       | 19 september 1865 | 20-09-1874 [ f ]  | [ 35 ] |
| Wyncko Tonckens                         | conservatieven      | Drenthe       | 19 september 1865 | 20-09-1874 [ f ]  | [ 36 ] |
| Hermanus Verschoor                      | gematigde liberalen | Noord-Brabant | 20-09-1859 [ h ]  | 20 september 1868 | [ 37 ] |
| Louis de Villers de Pité                | gematigde liberalen | Limburg       | 16-09-1862 [ d ]  | 17-09-1871 [ e ]  | [ 38 ] |
| Theodorus Viruly                        | liberalen           | Zuid-Holland  | 20-09-1859 [ h ]  | 20 september 1868 | [ 39 ] |
| Joost van Vollenhoven                   | liberalen           | Zuid-Holland  | 19 september 1865 | 20-09-1874 [ f ]  | [ 40 ] |
| Jan de Vos van Steenwijk                | gematigde liberalen | Overijssel    | 19 september 1865 | 20-09-1874 [ f ]  | [ 41 ] |
| Anthony van Weel                        | liberalen           | Zuid-Holland  | 20-09-1859 [ h ]  | 20 september 1868 | [ 42 ] |